# Adamantinome
 Mise en garde médicale
L'adamantinome (du mot grec adamantinos, signifiant « très dur ») est une tumeur maligne rare du tissu osseux, se développant surtout chez l'homme et dans la diaphyse tibiale,.
Elle se caractérise par la présence de cellules épithéliales malignes dans un stroma fibreux ou ostéofibreux.
Les patients subissent typiquement un gonflement, avec ou sans douleur, âgés de la vingtaine ou de la trentaine, mais l'adamantinome peut survenir à tout âge. En guise de traitement, une ablation chirurgicale protège des récidives.

## Historique
L'affection est pour la première décrite par Fischer en 1913,.